# Green Plaid Shirt
Green Plaid Shirt – amerykański dramat filmowy z 1997 roku, wyreżyserowany przez Richarda Natale'a do własnego scenariusza.

## Obsada
- Tony Campisi jako Leon
- Richard Israel jako Jerry
- Crystal Jackson jako Linda
- Jonathan Klein jako Todd
- Russell Scott Lewis jako Devon
- Kevin Spirtas jako Guy
- Gregory Phelan jako Philip
- Richard Miro jako zazdrosny chłopak
- Sierra Pecheur jako matka